# Serralada Fairweather
La serralada Fairweather (en anglès Fairweather Range) és una serralada que es troba entre a la frontera entre l'estat d'Alaska, als Estats Units i la província de la Colúmbia Britànica, al Canadà. És la serralada més meridional del grup de les muntanyes Saint Elias.
El sector més septentrional de la serralada forma part del Parc Provincial de Tatshenshini-Alsek, mentre la més meridional es troba dins el Parc i Reserva Nacionals de la Badia de les Glaceres, a l'àrea censal de Hoonah–Angoon. Els principals cims de la serralada són el mont Fairweather, el cim més alt de la Colúmbia Britànica amb 4.671 m, el mont Quincy Adams, amb 4.150 m, el mont Root (3.928 m), el Mont Crillon (3.879 m) i el Mont Watson (3.809 m).

## Referències

Vista panoràmica de la serralada Fairweather.